# رینگ (زبان برنامه‌نویسی)
رینگ یک زبان برنامه‌نویسی همه منظوره پویا است که می‌توان آن را در پروژه‌های C/C++ تعبیه کرد، با استفاده از کد C/C++ گسترش داد و/یا به عنوان یک زبان مستقل استفاده کرد. پارادایم‌های برنامه‌نویسی دستوری، رویه ای، شی گرا، تابعی، فرا و اعلاتی با استفاده از ساختارهای تو در تو و برنامه‌نویسی طبیعی در رینگ پشتیبانی می‌شوند. این زبان قابل حمل است (ویندوز، لینوکس، مک‌اواس، اندروید، وب‌اسمبلی، و غیره) و می‌توان از آن برای ایجاد کنسول، رابط کاربری گرافیکی، وب، بازی و برنامه‌های موبایل استفاده کرد.

## تاریخچه

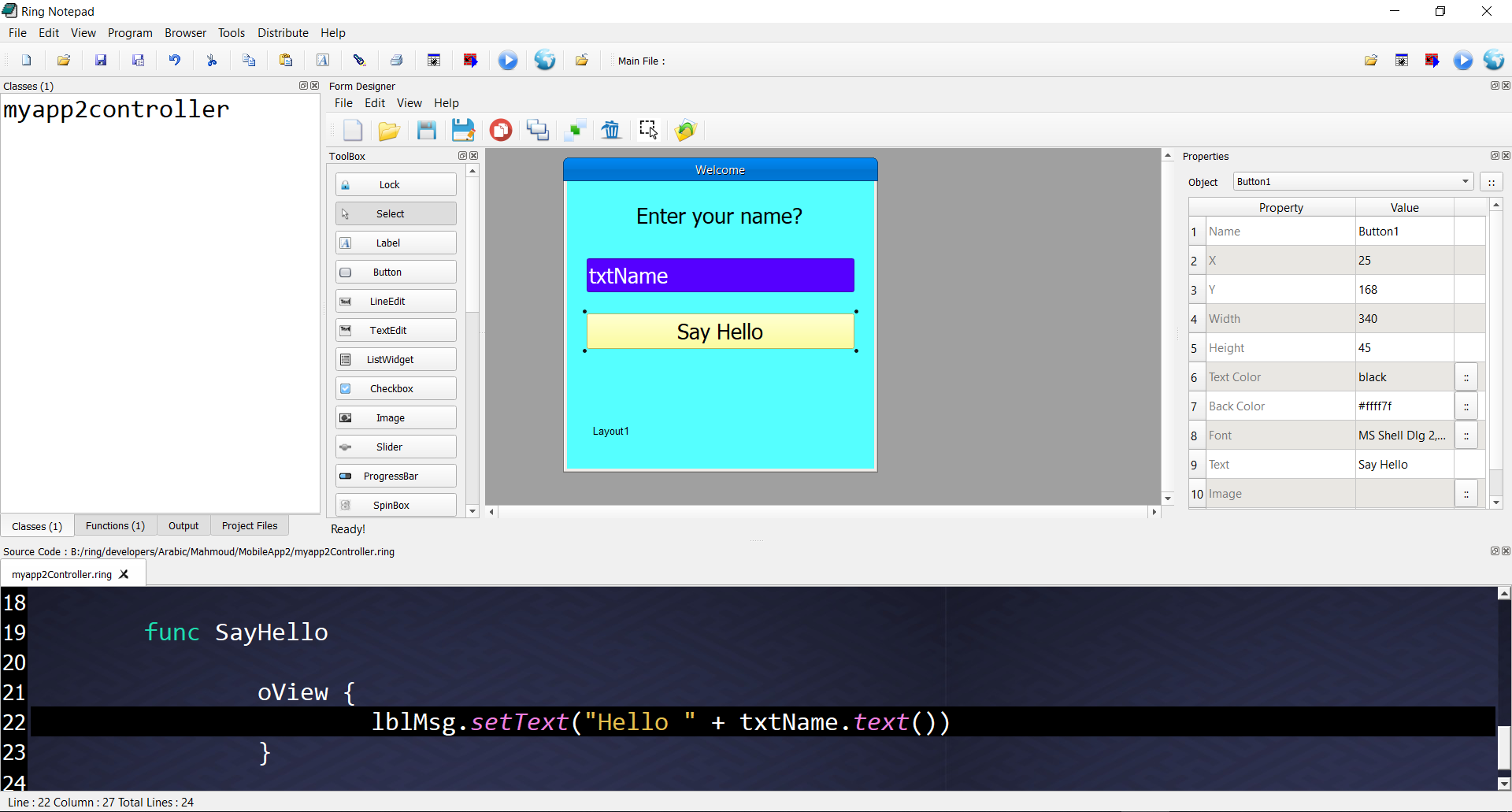
ویرایشگر رینگ (دفتر یادداشت / طراح فرم)

- در ۲۵ ژانویه ۲۰۱۶، رینگ ۱٫۰ منتشر شد.
- در ۶ اکتبر ۲۰۱۶، رینگ ۱٫۱ منتشر شد.
- در ۲۵ ژانویه ۲۰۱۷، رینگ ۱٫۲ منتشر شد.
- در ۱۵ می ۲۰۱۷، رینگ ۱٫۳ منتشر شد.
- در ۲۹ ژوئن ۲۰۱۷، رینگ ۱٫۴ منتشر شد.
- در ۲۱ آگوست ۲۰۱۷، رینگ ۱٫۵ منتشر شد.
- در ۳۰ نوامبر ۲۰۱۷، رینگ ۱٫۶ منتشر شد.
- در ۲۵ ژانویه ۲۰۱۸، رینگ ۱٫۷ منتشر شد.
- در ۲۵ ژوئن ۲۰۱۸، رینگ ۱٫۸ منتشر شد.
- در ۶ اکتبر ۲۰۱۸، رینگ ۱٫۹ منتشر شد.
- در ۲۵ ژانویه ۲۰۱۹، رینگ ۱٫۱۰ منتشر شد.
- در ۱۵ سپتامبر ۲۰۱۹، رینگ ۱٫۱۱ منتشر شد.
- در ۲۵ ژانویه ۲۰۲۰، رینگ ۱٫۱۲ منتشر شد.
- در ۱۵ سپتامبر ۲۰۲۰، رینگ ۱٫۱۳ منتشر شد.
- در ۲۵ ژانویه ۲۰۲۱، رینگ ۱٫۱۴ منتشر شد.
- در ۲۴ سپتامبر ۲۰۲۱، رینگ ۱٫۱۵ منتشر شد.
- در ۲۳ اکتبر ۲۰۲۱، رینگ ۱٫۱۶ منتشر شد.[۱۲]

## اهداف
اهداف کلی پشت رینگ:
- زبان برنامه‌نویسی کاربردی

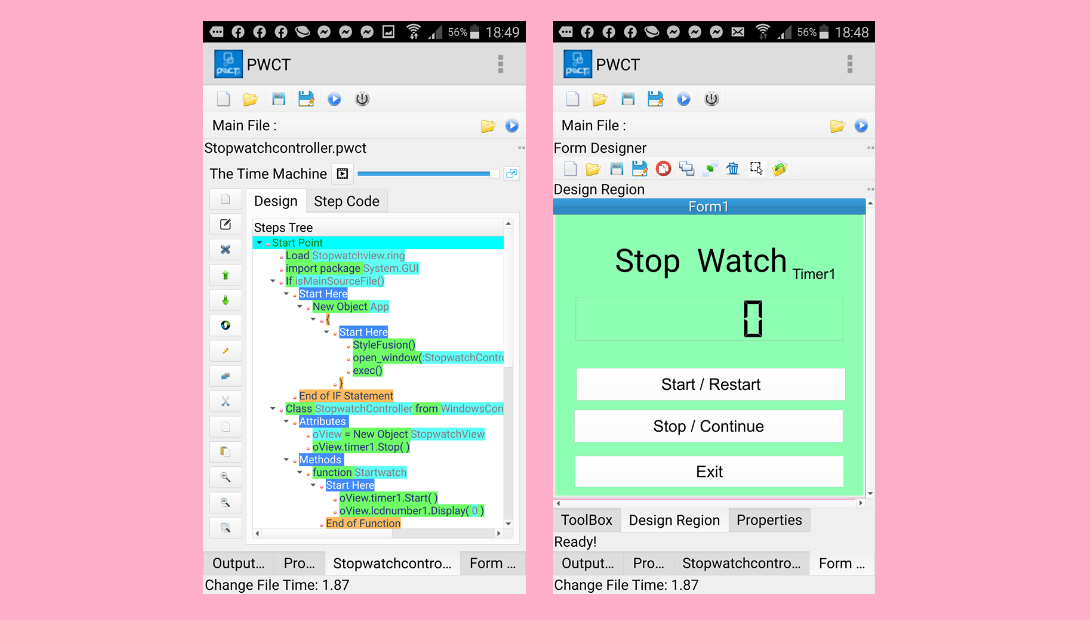
PWCT 2.0 (اندروید) - با استفاده از رینگ در حال توسعه است

- بهره‌وری و توسعه راه حل‌های با کیفیت بالا که می‌توانند مقیاس شوند.
- زبان کوچک و انعطاف‌پذیری که می‌تواند در پروژه‌های C/C++ تعبیه شود.
- زبان ساده قابل استفاده در آموزش و معرفی مفاهیم Compiler/VM.
- زبان همه منظوره که می‌تواند برای ایجاد کتابخانه‌ها، چارچوب‌ها و ابزارهای خاص دامنه استفاده شود.
- زبان عملی طراحی شده برای ایجاد نسخه بعدی نرم‌افزار Programming Without Coding Technology.[۱۵]

## مثال‌ها

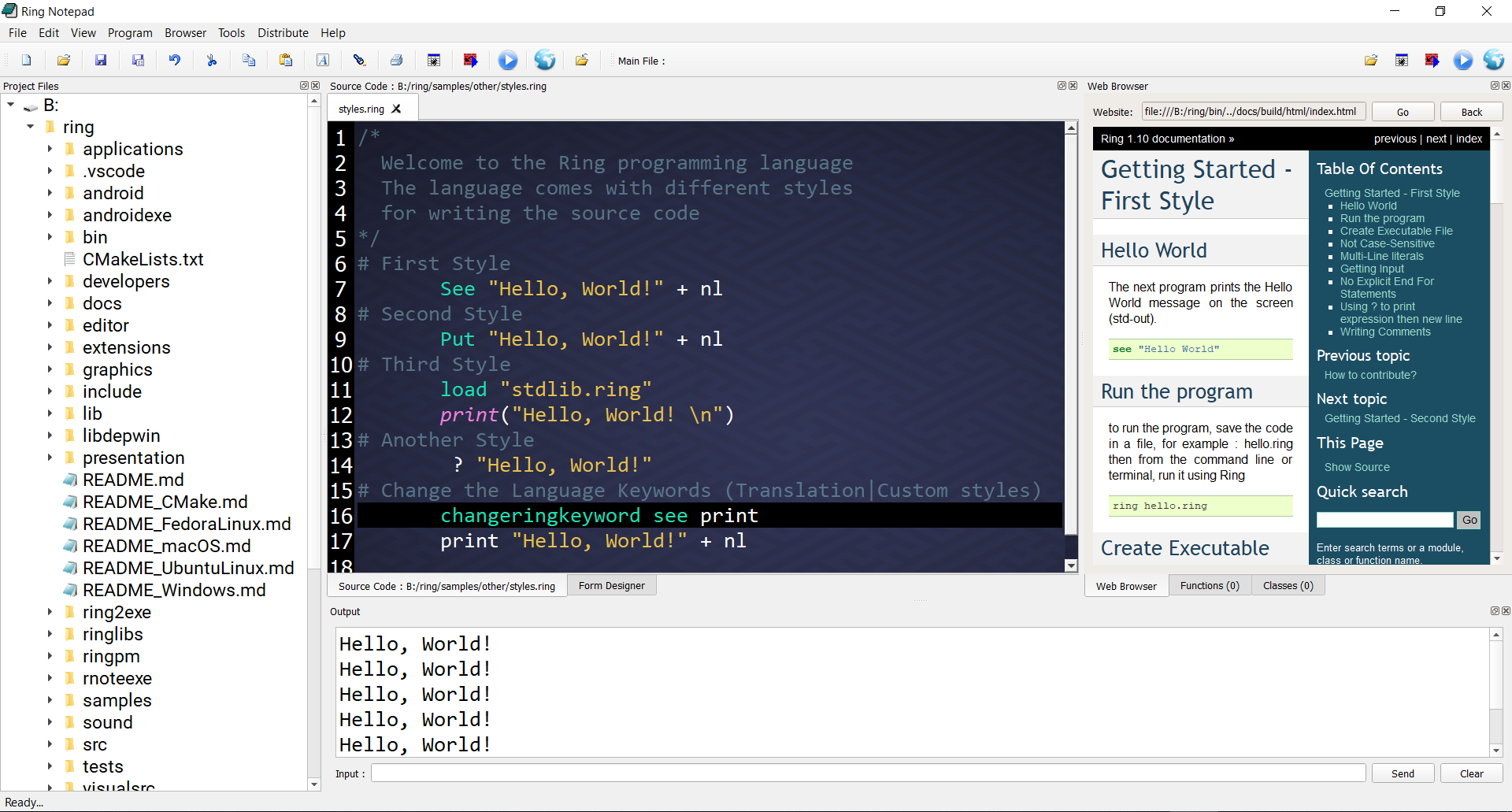
سبک‌های مختلف برای نوشتن کد

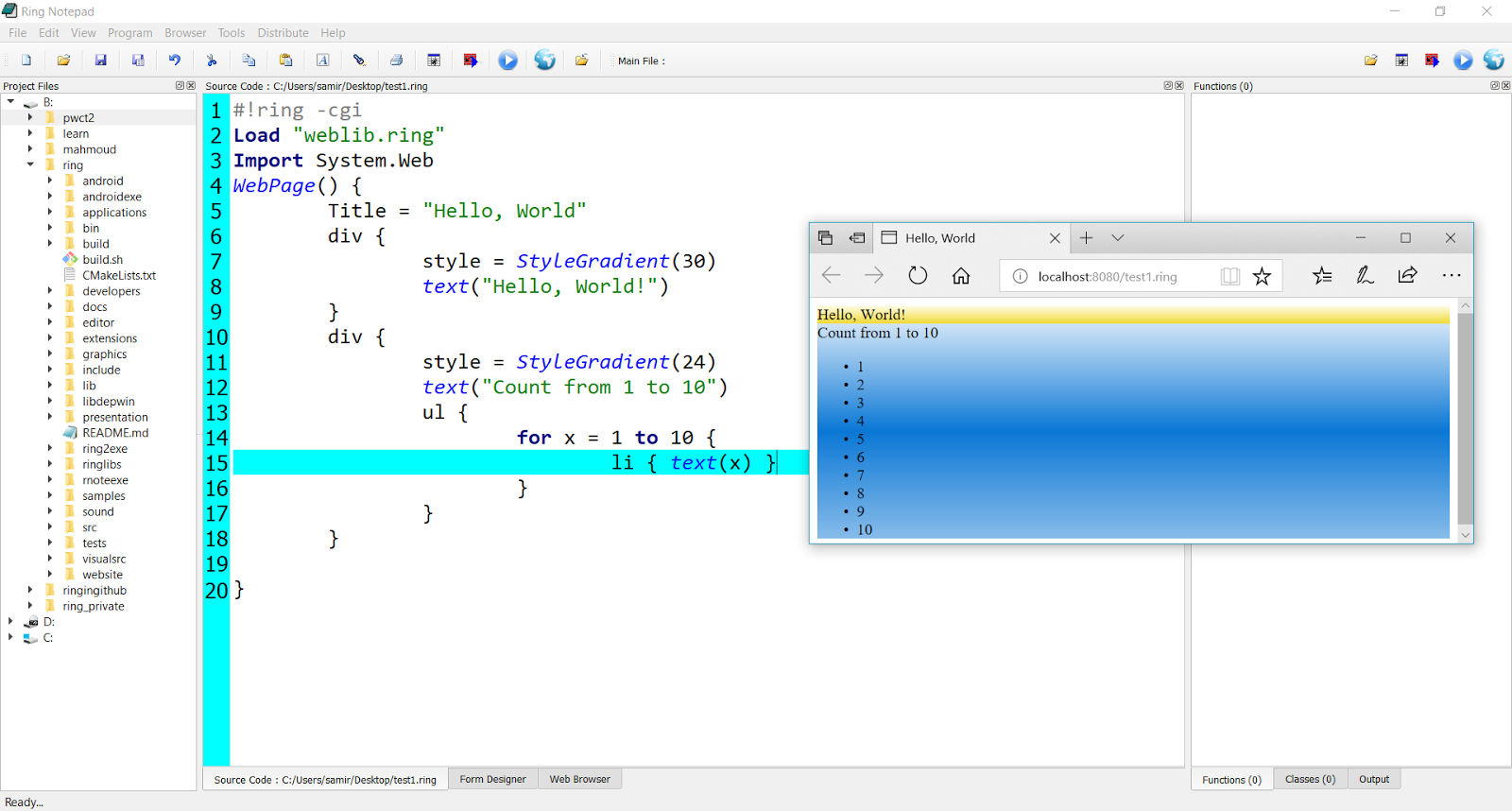
برنامه‌نویسی اعلامی (توسعه وب)

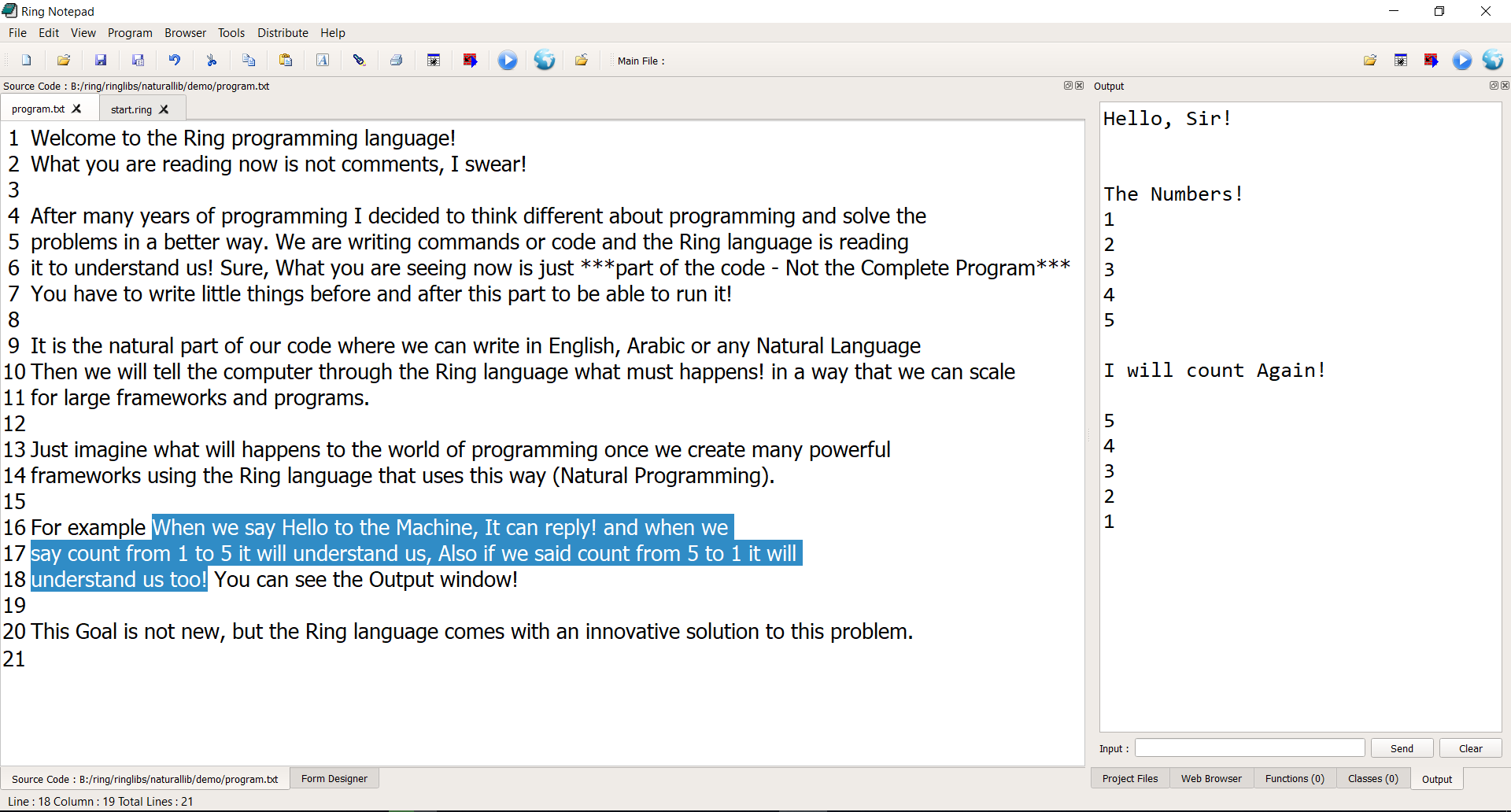
برنامه‌نویسی به زبان طبیعی

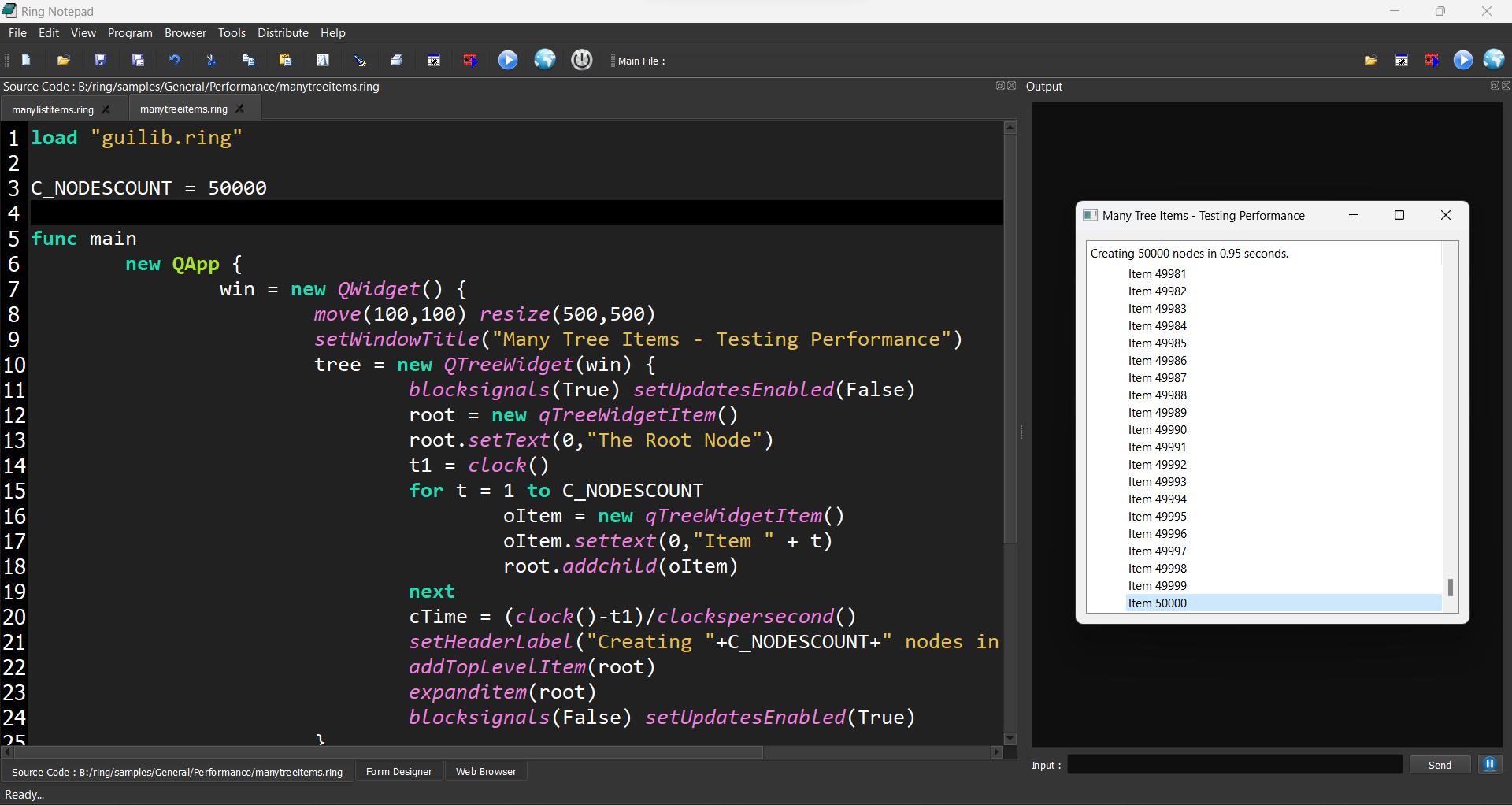
تست عملکرد کنترل TreeView با استفاده از RingQt

### برنامه سلام دنیا
در رینگ، یک برنامه را می‌توان با استفاده از سبک‌های مختلف نوشت. در اینجا نمونه ای از استاندارد "سلام، جهان!" را با استفاده از چهار سبک مختلف می‌بینید:

سبک اول:
```
see "Hello, World!"

```

سبک دوم:
```
put "Hello, World!"

```

سبک سوم:
```
load "stdlib.ring"
print("Hello, World!")

```

سبک دیگر: شبیه به زبان‌های xBase مانند Clipper و Visual FoxPro
```
? "Hello, World!"

```

### تغییر کلمات کلیدی و اپراتورها
رینگ از تغییر کلمات کلیدی و عملگرهای زبان پشتیبانی می‌کند.
این کار را می‌توان بارها در یک فایل انجام داد و برای مقاصد زیر کاربردی است:
- ترجمه کلمات کلیدی از انگلیسی به سایر زبان‌های انسانی (زبان‌های برنامه‌نویسی غیر انگلیسی)
- سفارشی کردن زبان برای استفاده از سبک مورد علاقه
- انتقال کدهای قدیمی که به زبان‌های دیگر نوشته شده‌است

نمونه ترجمه کلمات کلیدی رینگ به به فارسی:
```
ChangeRingKeyword See بنویس

بنویس "Hello, World!"

ChangeRingKeyword بنویس See

```

نمونه ترجمه کلمات کلیدی رینگ به به عربی:
```
ChangeRingKeyword See إطبع

إطبع "Hello, World!"

ChangeRingKeyword إطبع See

```

نمونه ترجمه کلیدی رینگ به ژاپنی:
```
ChangeRingKeyword See 手紙を出す
ChangeRingOperator + そして
改行 = nl
します。 = :します。

手紙を出す "こんにちは、世界" そして 改行 します。

ChangeRingKeyword 手紙を出す See // キーワードの復旧
ChangeRingOperator そして + // 演算子の復旧

```

استفاده از سبک مشابه زبان برنامه‌نویسی پاسکال در رینگ:
```
ChangeRingKeyword
 
func
 
function

ChangeRingKeyword
 
see
  
write

begin
 
=
 
:
begin

function
 
main

begin

write
(
"
Hello
,
 
World
!"
)
;

return
 
0
;

end

ChangeRingKeyword
 
function
 
func

ChangeRingKeyword
 
write
 
see

```

### فرمان حلقه
دستور حلقه (Loop) می‌تواند یک عدد صحیح بگیرد تا ادامه کار را در حلقه‌های بیرونی محصور کند
```
changeRingKeyword loop continue
count = ۲
for x in 1:5
  for y = 1 to ۲
  if x = ۳
  ? "About to execute 'loop', count = " + count
  continue count
  ok
  ? "x: " + x + ", y: " + y
  next
next

```

### برنامه‌نویسی شی گرا
رینگ از برنامه‌نویسی شی گرا (کلاس‌ها، اشیاء، ترکیب، ارث، کپسولاسیون و غیره) پشتیبانی می‌کند)
```
new point { # Create new object from the Point class the access the object using braces
x=10 y=20 z=30 # Set the object attributes
print() # Call the print() method
} # end of object access using braces
class point # Define the class
x y z # Define the attributes (x,y,z)
func print # Define the print() method
? x + nl + y + nl + z # Print the attributes values (nl means printing a new line)

```

در رینگ کلاس‌ها را می‌توان در زمان اجرا با استفاده از تابع Eval() تعریف کرد
```
? "Creating a new class dynamically..."
eval("class DynamicClass a b")

? "Printing the instance..."
? new DynamicClass {a=1 b=۲}

```

## پیاده‌سازی

### کامپایلر و ماشین مجازی

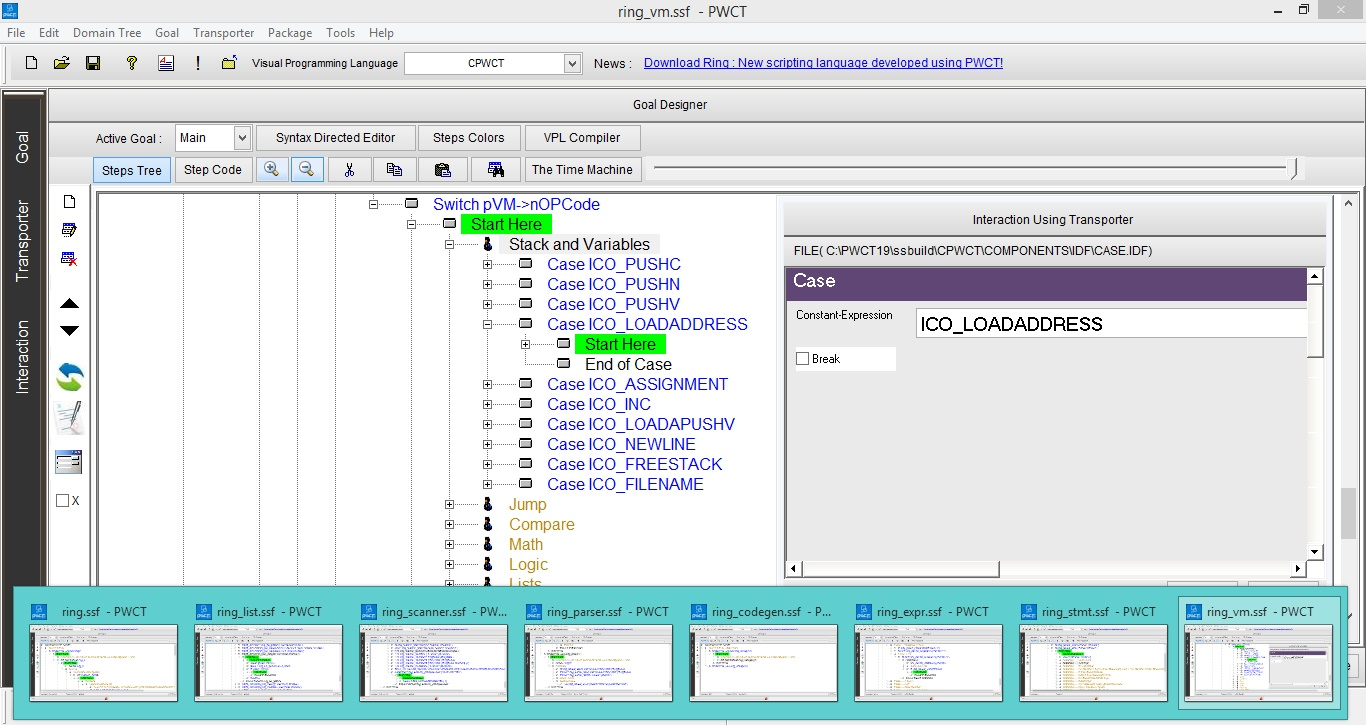
پیاده‌سازی Ring VM با استفاده از PWCT - Virtual Machine Instructions

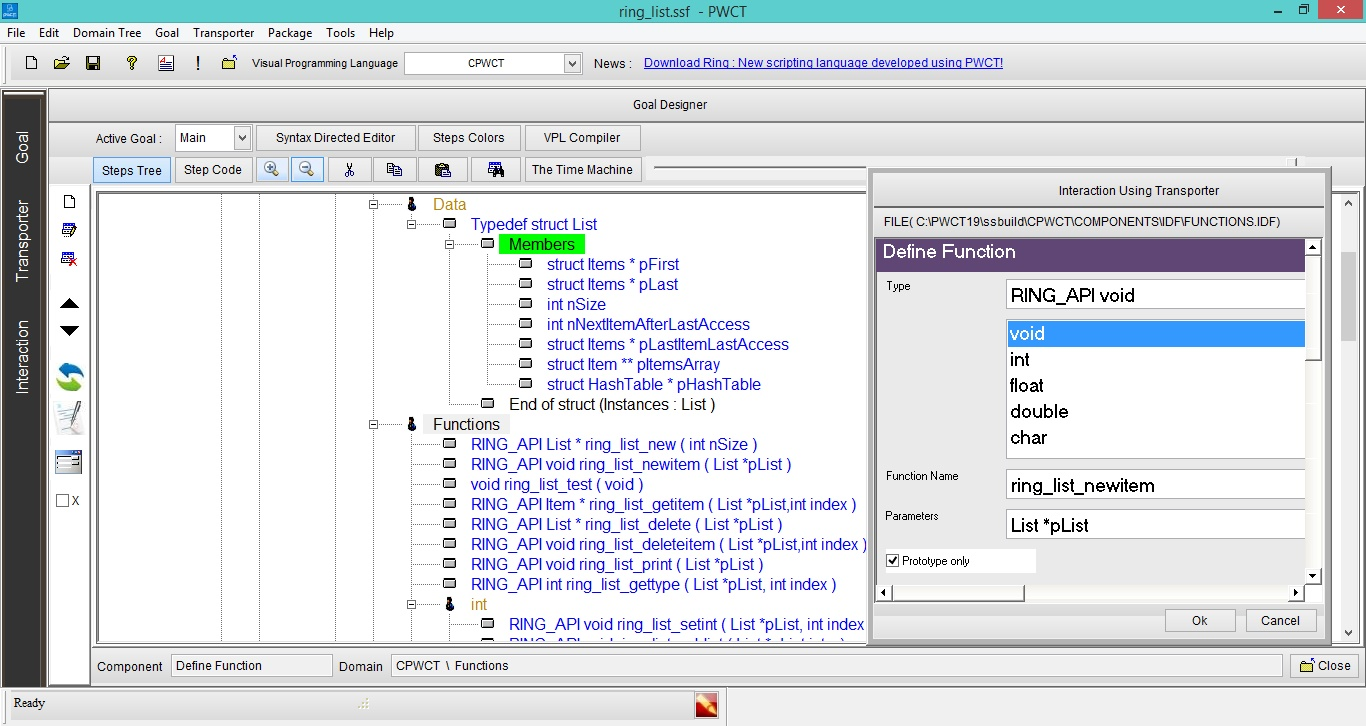
پیاده‌سازی Ring VM با استفاده از PWCT - List Structure

برنامه‌های رینگ مستقیماً از فایل رینگ متنی تفسیر نمی‌شوند، بلکه در بایت کد کامپایل می‌شوند سپس در ماشین مجازی رینگ اجرا می‌شوند. فرایند کامپایل معمولاً برای کاربر نامرئی است و در زمان اجرا انجام می‌شود، اما می‌توان آن را به صورت آفلاین انجام داد تا با کنار گذاشتن کامپایلر، عملکرد بارگذاری برنامه افزایش یابد.

### افزودنی‌ها (Extensions)

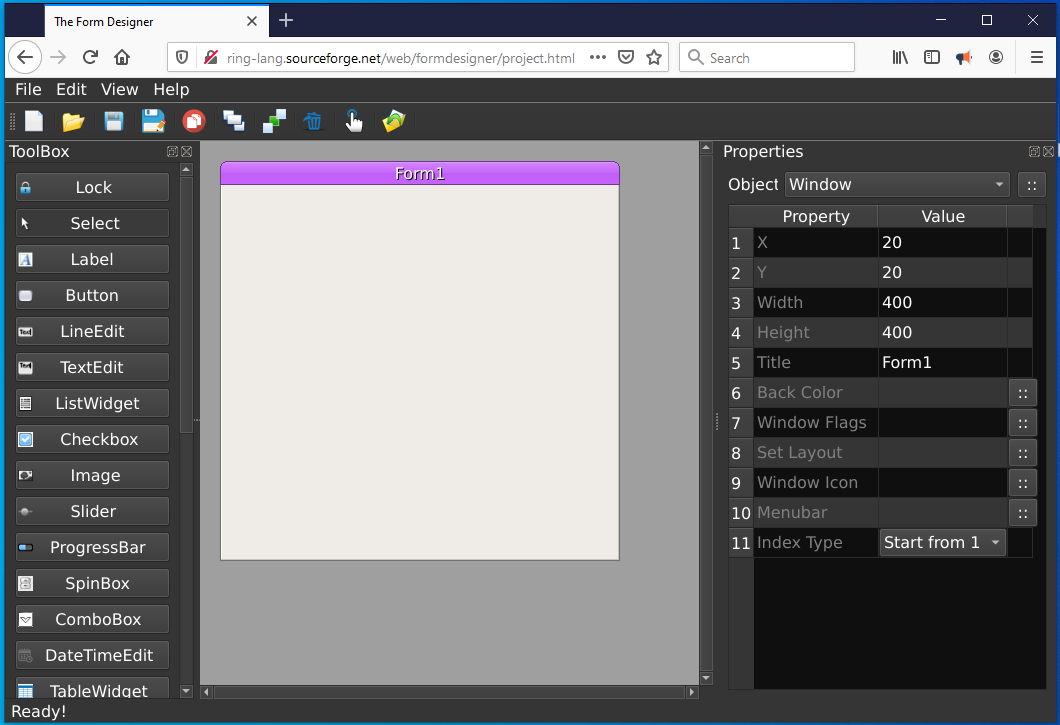
طراح فرم آنلاین (WebAssembly) - با استفاده از RingQt

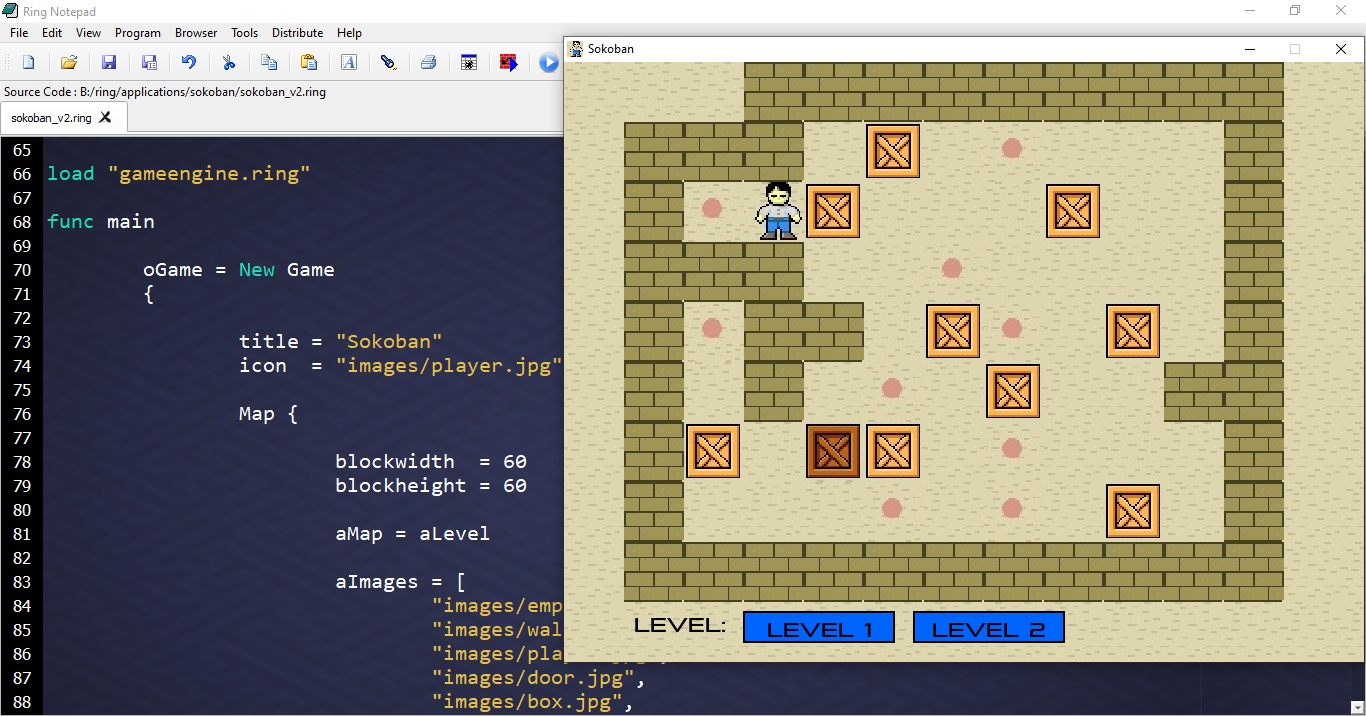
پیاده‌سازی بازی Sokoban با استفاده از موتور بازی رینگ برای بازی‌های دو بعدی

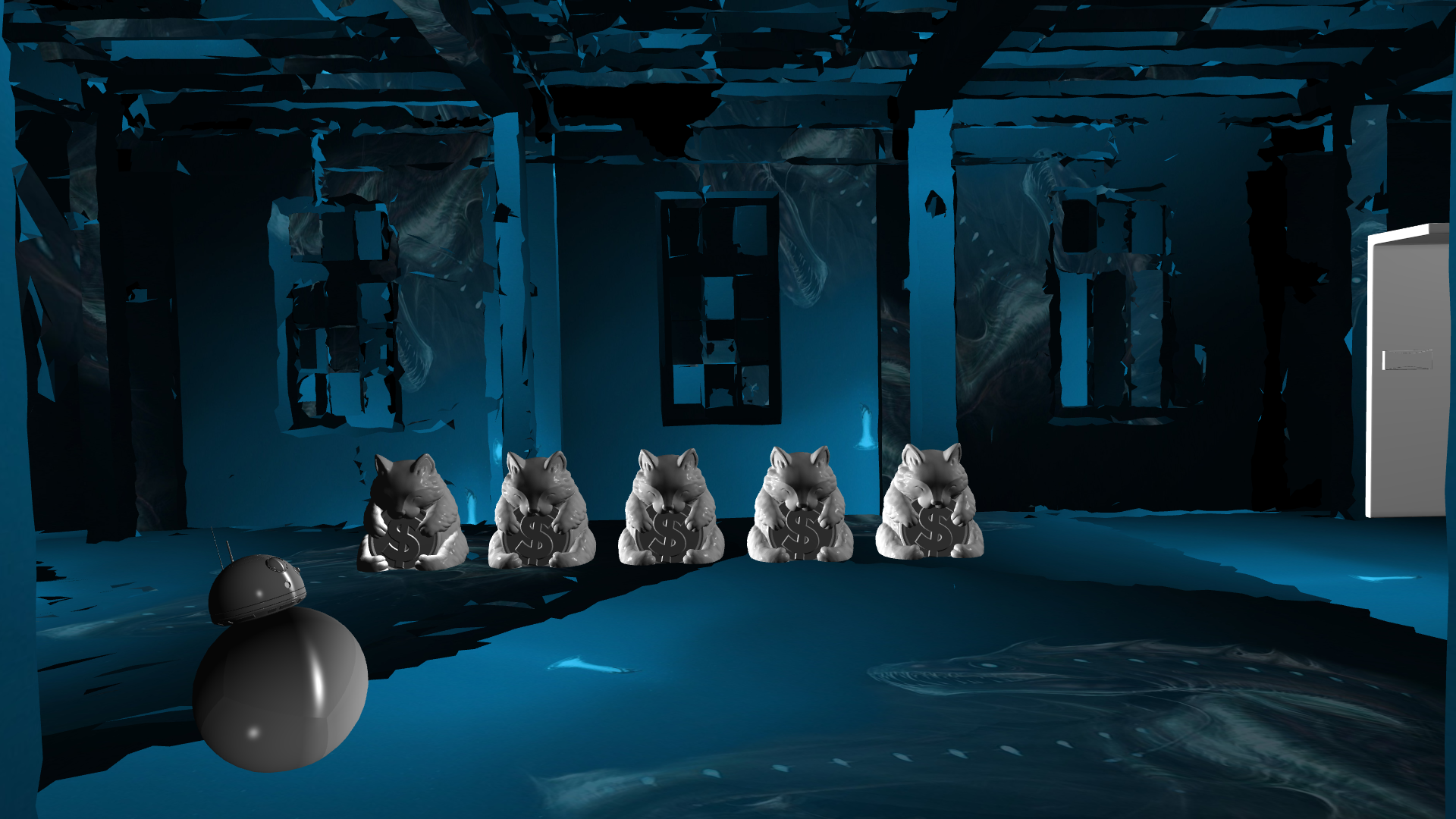
استفاده از Qt3D از طریق RingQt

افزدونی‌های زیر بلافاصله پس از نصب نسخه کامل نصب (با حجم فایل حدود ۲۸۰ مگابایت برای رینگ ۱٫۱۲) قابل استفاده هستند. از آنجایی که این‌ها به‌طور رسمی از سمت رینگ ارائه می‌شوند، کاربران در وابستگی‌های کتابخانه ای که ممکن است در زبان‌های دیگر مشکلاتی ایجاد کند مشکل ندارند و این نگرانی وجود ندارد که حتی در صورت تغییرات مخرب در مشخصات زبان، نتوانند به در لحظه از آن‌ها استفاده کنند.
برنامه‌های افزودنی با حدود ۵۰۰۰۰۰ خط کد C و C++ پیاده‌سازی شده‌اند.
- RingAllegro (کتابخانه بازی آلگرو)
- RingConsoleColor (کتابخانه رنگ آمیزی متن برای خط فرمان یا ترمینال)
- RingCurl (کتابخانه کرل)
- RingFreeGLUT (FreeGLUT)
- RingInternet (کتابخانه مرتبط با اینترنت)
- RingLibUV (کتابخانه I/O ناهمزمان LibUV)
- RingMurMurHash (کتابخانه عملکرد هش)
- RingMySQL (مای‌اس‌کیوال)
- RingODBC (اتصال به پایگاه داده باز)
- RingOpenGL (اوپن‌جی‌ال ۱٫۱–۴٫۶)
- RingOpenSSL (اپن‌اس‌اس‌ال)
- RingPostgreSQL (پستگرس‌کیوال)
- RingQt (فریم ورک کیوت)
- RingRayLib (raylib)
- RingSDL (SDL-Simple DirectMedia Layer Library)
- RingSQLite (اس‌کی‌ال لایت)
- RingWinAPI (ویندوز ای‌پی‌آی)
- RingWinCREG (رجیستری ویندوز)
- RingZIP (کتابخانه پردازش فایل فشرده)[۲۱]

### کتابخانه‌ها
رینگ دارای کتابخانه‌هایی است که با خود رینگ نوشته شده‌اند، برخی از این کتابخانه‌ها مربوط به توسعه وب و بازی هستند.
| نام کتابخانه                 | شرح |
| ---------------------------- | --- |
| کتابخانه استاندارد           | کلاس‌ها و توابع عمومی                                                                                             |
| کتابخانه رابط کاربری گرافیکی | کلاس‌ها و توابع برای ایجاد برنامه‌های رابط کاربری گرافیکی                                                          |
| کتابخانه اشیاء               | کلاس‌ها و توابع برای ایجاد برنامه‌های رابط کاربری گرافیکی با استفاده از الگوی طراحی MVC                            |
| کتابخانه وب                  | چارچوب ساده برای توسعه برنامه‌های کاربردی وب با استفاده از الگوی طراحی MVC                                        |
| موتور بازی                   | پشتیبانی از توسعه بازی‌های دو بعدی برای دسکتاپ و موبایل با استفاده از برنامه‌نویسی اعلامی بر اساس Allegro و LibSDL |
| کتابخانه طبیعی               | کتابخانه برنامه‌نویسی زبان طبیعی همه منظوره.                                                                      |
| کتابخانه ردیابی              | کتابخانه ای برای اشکال زدایی برنامه‌ها.                                                                           |
| نکات را تایپ کنید            | کتابخانه ای برای افزودن نکات نوع به توابع.                                                                       |
| کتابخانه شماره بزرگ          | پشتیبانی از عملیات حسابی روی اعداد بزرگ                                                                          |
| کتابخانه حلقه روباه          | شامل توابع مشابه Visual FoxPro.                                                                                  |
| کتابخانه ZeroLib             | شامل کلاس‌هایی است که شاخص به جای ۱ از ۰ شروع می‌شود.                                                              |

### برنامه‌های کاربردی

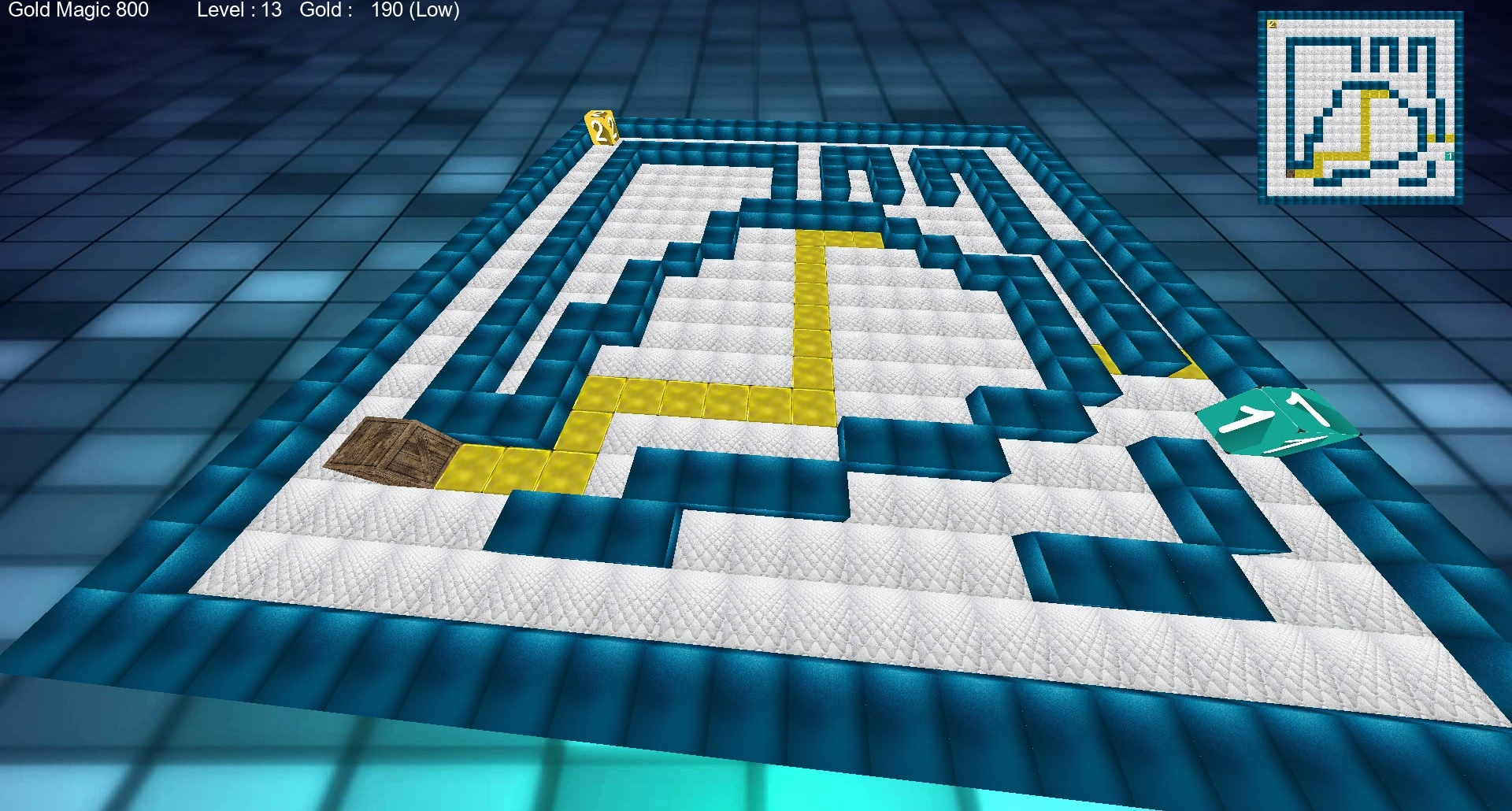
بازی Gold Magic 800 - با استفاده از RingAllegro و RingOpenGL

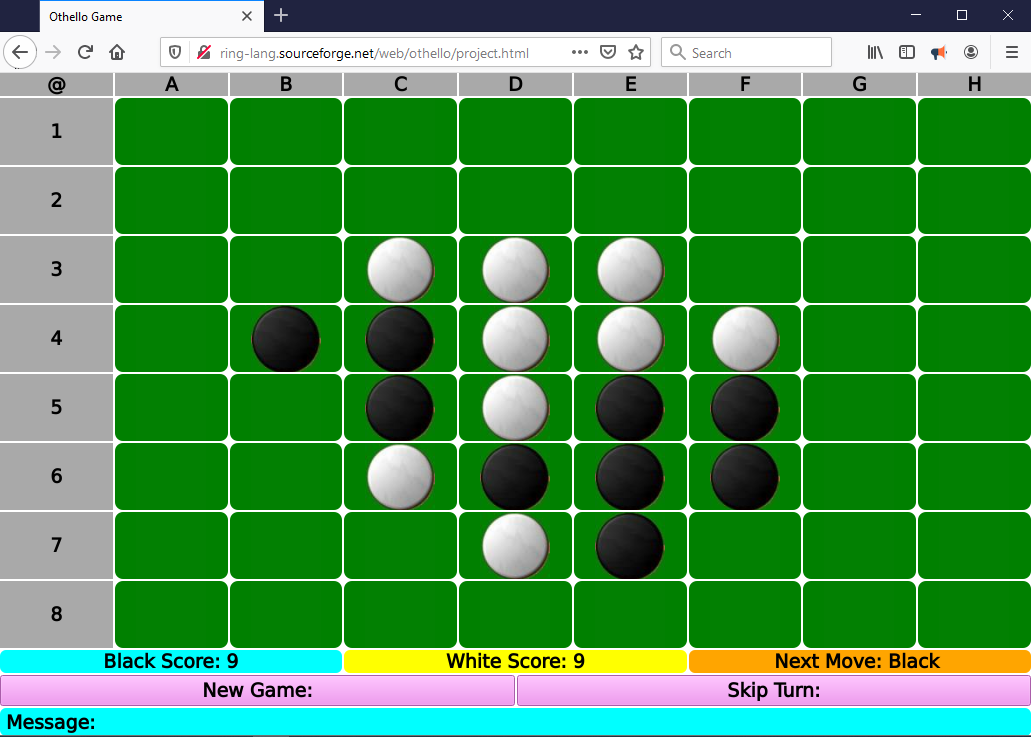
بازی آنلاین اتللو (WebAssembly) - با استفاده از RingQt

رینگ با بیش از ۶۰ برنامه کاربردی که به این زبان نوشته شده ، منتشر شده‌است.
برخی از این برنامه‌ها عبارتند از:
- اپلیکیشن ساعت آنالوگ
- نرم‌افزار ماشین حساب
- بازی چکرز
- بازی شطرنج
- بازی پانزده پازل سه بعدی
- بازی ۲۰۴۸
- بازی تور شوالیه
- بازی مین یاب
- بازی اتللو
- بازی سوکوبان
- بازی سودوکو
- بازی سه بعدی تیک تاک
- نرم‌افزار مدیا پلیر
- برنامه Windows Startup Manager[۲۲][۲۳]

### ابزارها

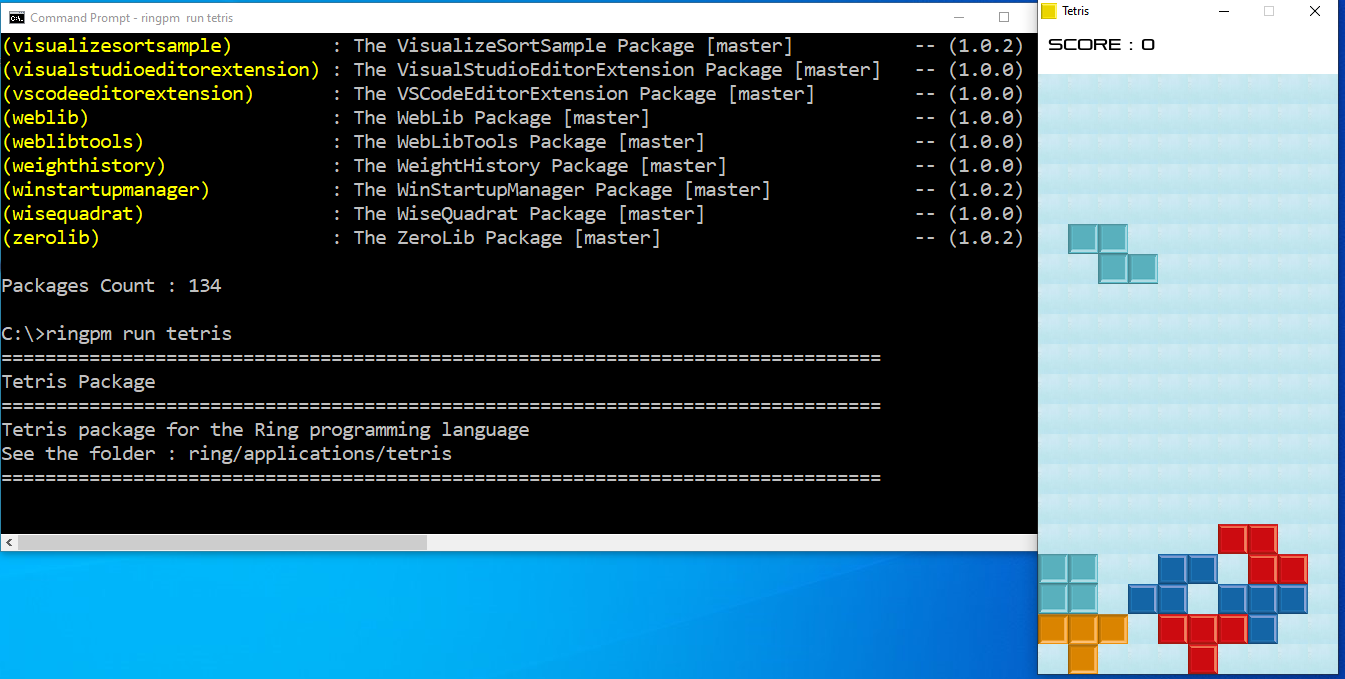
اجرای بازی تتریس با استفاده از پکیج منیجر رینگ

رینگ با یک IDE استاندارد توزیع می‌شود که حاوی ابزارهای زیر که با رینگ نوشته شده‌اند، می‌باشد.
- Ring REPL (خواندن-ارزیابی-چاپ)
- Ring2EXE (توزیع برنامه‌های اجرایی)
- RingPM (مدیریت بسته رینگ)
- دفترچه یادداشت رینگ (ویرایشگر کد منبع)
- طراح فرم (طراح رابط کاربری گرافیکی WYSIWYG)

همچنین رینگ به واسطه اکستنشن، برای بسیاری از ویرایشگرهای کد (Emacs، Notepad++، Geany، Atom، Sublime Text 2، Visual Studio Code) قابل استفاده شده‌است.
SpaceVim (یک توزیع vim مبتنی بر جامعه) نیز از زبان برنامه‌نویسی رینگ پشتیبانی می‌کند.

### مستندات
مستندات رینگ با استفاده از Sphinix تهیه شده‌است.
مستندات رینگ همچنین به زبان ژاپنی وجود دارد.

### محبوبیت
طبق بررسی که توسط شاخص انجمن برنامه‌نویسی TIOBE اانجام شده، محبوبیت رینگ افزایش و کاهش سریعی داشته‌است. در فوریه ۲۰۱۸، رینگ برای اولین بار به لیست ۵۰ تای برتر راه یافت (مقام 45). از اکتبر ۲۰۲۰، رینگ در شاخص TIOBE جایگاه ۹۳ را دارد. رینگ توسط گیت‌هاب در لیست زبان‌های برنامه‌نویسی فعال ذکر شده‌است.

### نقدها
منتقدان رینگ به برخی از ویژگی‌های آن که در زبان‌های برنامه‌نویسی پرکاربرد رایج نیستند اشاره می‌کنند.
- شروع شاخص فهرست به جای ۰ از ۱ (نگاه کنید به: شماره گذاری مبتنی بر صفر)
- تبدیل‌های نوع ضمنی (نگاه کنید به: تبدیل‌های نوع ضمنی و "نوع punning")

#### شروع شاخص فهرست از یک به جای صفر
در زبان رینگ، شاخص اولین مورد در لیست‌ها و اولین کاراکتر در رشته‌ها ۱ است.
```
cName = "Ring"
? cName[1] # print R
aList = ["One","Two","Three"]
? aList[1] # print One

```

#### تبدیل نوع ضمنی
این زبان می‌تواند به‌طور خودکار اعداد و رشته‌ها را به هم تبدیل کند.
```
/*
** Rules:
** <NUMBER> + <STRING> --> <NUMBER>
** <STRING> + <NUMBER> --> <STRING>
* /

x    = 10 # x is a number
y    = "20" # y is a string
nSum = x + y # nSum is a number (y will be converted to a number)
cMsg = "Sum = " + nSum # cMsg is a string (nSum will be converted to a string)

```

## بیشتر
- غانم (2021) توسعه نرم‌افزار شاعر با استفاده از زبان رینگ (کتاب عربی)، متابوک (مصر - منصوره)
- عیونی (2020) شروع برنامه‌نویسی رینگ، Apress (بخشی از Springer Nature)
- حسونا (2019) مبانی رینگ (کتاب عربی) ، آکادمی حسونا
- Sobain (2017) RingWinCReg Extension Documentation، SourceForge
- فاید (2016) زبان برنامه‌نویسی رینگ